# Positions
Positions (lit. ‘Posicions’) és el sisé àlbum d'estudi d'Ariana Grande. Va ser anunciat per xarxes a meitats d'Octubre i va ser publicat per Republic Records el 30 d'Octubre de 2020 a través de plataformes digitals i format físic.

## Antecedents
El 19 d'abril de 2020, Ariana Grande va donar a conèixer que estava creant nova música, i en una entrevista al maig de 2020 va dir que la nova música no sortiria durant la quarantena. El 14 d'Octubre del mateix any, Grande va anunciar per les seves xarxes socials que el nou àlbum i el nou single sortirien abans d'acabar el mes. Tres dies després d'anunciar-ho, va publicar un video en slow-motion a Instagram on teclejava la paraula "Positions" i va llançar un compte enrere a la seva web corresponent amb la data de llançament de single i data de llançament d'àlbum. El 23 d'Octubre va publicar la portada de l'àlbum, i 24 hores després la track-list, que inclou col·laboracions amb Doja Cat, The Weeknd i Ty Dollar Sign.

## Promoció
Després de la publicació de la portada de l'àlbum, el 27 d'octubre, es van llançar tres versions del CD, que es basen en la portada rellevada i en dues portades alternatives, les quals es podrien preordenar des d'aquest mateix día. Grande, a través de tuits, va compartir certes parts de les lletres de les cançons de l'àlbum, que parlaven del romanç en una relació i de la forma en què una persona afecta el teu estat d'ànim.

### Senzills
«Positions» va ser llançat el 23 d'octubre de 2020 com senzill principal, el qual va anar acompanyat d'un vídeo musical, dirigit per Dave Myers, que va rebre més de 18 milions de reproduccions en les primeres 24 hores de la seva publicació a YouTube, mentre que a Spotify aconsegueix 7.620.000 de reproduccions, convertint-se en el tercer major debut d'una cançó de l'any a la plataforma. El 23 d'octubre es va llançar un CD del senzill, mentre que el dia següent comença la venda de marxandatge relacionada amb la cançó. El 27 del mateix mes la cançó entra a la ràdio nord-americana.